# Ломоти, Эммануэль
Эммануэль Аддокуайе Ломоти (англ. Emmanuel Addoquaye Lomotey; род. 19 декабря 1997, Аккра) — ганский футболист, полузащитник шведского «Мальмё» и национальной сборной Ганы. На правах аренды выступает за клуб «Этникос».

## Клубная карьера
Является воспитанником ганского клуба «Дримс». В его составе дебютировал в чемпионате Ганы 21 февраля 2016 года в выездном поединке с «Эбусуа Дварфс». По итогам сезона по решению спортивного арбитражныого суда команда была переведена в первый ганский дивизион. Спустя сезон «Дримс» вернулись в элиту, а Ломоти провёл 24 матча, в которых забил 10 мячей.
В сентябре 2017 года на правах аренды перешёл в испанскую «Эстремадуру», за которую выступал в Сегунде B, а также за фарм-клуб в третьем дивизионе. В июне 2018 года появилась информация, что Ломоти достиг соглашения с «Кордовой». Однако, 18 июля перешёл в «Эстремадуру» на постоянной основе, после чего сразу же был отдан в аренду во вторую команду «Вильярреала» с возможностью выкупа.
17 августа 2020 года стал игроком французского «Амьена», с которым заключил контракт на четыре года. Дебютировал за клуб в Лиге 2 22 августа в домашней встрече с «Нанси». За два года, проведённых в команде, принял участие в 59 матчах, в которых забил два матча.
9 августа 2022 года подписал контракт со шведским «Мальмё», с которым заключил соглашение, рассчитанное на четыре с половиной года. Первую игру за новый клуб провёл 18 августа в игре раунда плей-офф Лиги Европы с  турецким «Сивасспором», появившись на поле на 71-й минуте вместо Мустафы Зейдана.
В июле 2023 года на правах аренды перешел в кипрский клуб «Этникос» до лета 2024 года.

## Карьера в сборной
25 мая 2017 года дебютировал за национальную сборную Ганы в товарищеском матче с Бенином, заменив в начале второго тайма Гидеона Ваджу.
В ноябре 2019 года в составе олимпийской сборной принимал участие в молодёжном Кубке африканских наций. Ломоти принял участие во всех матчах группового этапа, а также в полуфинальном матче с Кот-д’Ивуара и матче за третье место с ЮАР.

## Клубная статистика
| Выступление      | Выступление      | Выступление      | Лига | Лига | Кубки | Кубки | Конт. кубки | Конт. кубки | Итого | Итого |
| Клуб             | Лига             | Сезон            | Игры | Голы | Игры  | Голы  | Игры        | Голы        | Игры  | Голы  |
| ---------------- | ---------------- | ---------------- | ---- | ---- | ----- | ----- | ----------- | ----------- | ----- | ----- |
| Дримс            | Премьер-лига     | 2016             | 15   | 1    | 0     | 0     | 0           | 0           | 15    | 1     |
| Дримс            | Дивизион 1       | 2017             | 24   | 10   | 0     | 0     | 0           | 0           | 24    | 10    |
| Дримс            | Итого            | Итого            | 39   | 11   | 0     | 0     | 0           | 0           | 39    | 11    |
| Эстремадура      | Сегунда B        | 2017/18          | 9    | 0    | 0     | 0     | 0           | 0           | 9     | 0     |
| Эстремадура      | Сегунда          | 2019/20          | 21   | 1    | 0     | 0     | 0           | 0           | 21    | 1     |
| Эстремадура      | Итого            | Итого            | 30   | 1    | 0     | 0     | 0           | 0           | 30    | 1     |
| → Эстремадура B  | Терсера          | 2017/18          | 13   | 0    | 0     | 0     | 0           | 0           | 13    | 0     |
| → Эстремадура B  | Итого            | Итого            | 13   | 0    | 0     | 0     | 0           | 0           | 13    | 0     |
| → Вильярреал B   | Сегунда B        | 2018/19          | 18   | 0    | 0     | 0     | 0           | 0           | 18    | 0     |
| → Вильярреал B   | Итого            | Итого            | 18   | 0    | 0     | 0     | 0           | 0           | 18    | 0     |
| Амьен            | Лига 2           | 2020/21          | 26   | 2    | 1     | 0     | 0           | 0           | 27    | 2     |
| Амьен            | Лига 2           | 2021/22          | 29   | 0    | 3     | 0     | 0           | 0           | 32    | 0     |
| Амьен            | Итого            | Итого            | 55   | 2    | 4     | 0     | 0           | 0           | 59    | 2     |
| Мальмё           | Алльсвенскан     | 2022             | 3    | 0    | 2     | 0     | 2           | 0           | 7     | 0     |
| Мальмё           | Итого            | Итого            | 3    | 0    | 2     | 0     | 2           | 0           | 7     | 0     |
| Всего за карьеру | Всего за карьеру | Всего за карьеру | 158  | 14   | 6     | 0     | 2           | 0           | 166   | 14    |

## Статистика в сборной
| Матчи и голы Эммануэля Ломоти за национальную сборную Ганы | Матчи и голы Эммануэля Ломоти за национальную сборную Ганы | Матчи и голы Эммануэля Ломоти за национальную сборную Ганы | Матчи и голы Эммануэля Ломоти за национальную сборную Ганы | Матчи и голы Эммануэля Ломоти за национальную сборную Ганы | Матчи и голы Эммануэля Ломоти за национальную сборную Ганы |
| №                                                          | Дата                                                       | Оппонент                                                   | Счёт                                                       | Голы                                                       | Соревнование                                               |
| ---------------------------------------------------------- | ---------------------------------------------------------- | ---------------------------------------------------------- | ---------------------------------------------------------- | ---------------------------------------------------------- | ---------------------------------------------------------- |
| 1                                                          | 25 мая 2017                                                | Бенин                                                      | 1:1                                                        | 0                                                          | Товарищеский матч                                          |
| 2                                                          | 9 октября 2020                                             | Мали                                                       | 0:3                                                        | 0                                                          | Товарищеский матч                                          |
| 3                                                          | 12 ноября 2020                                             | Судан                                                      | 2:0                                                        | 0                                                          | Отборочные матчи КАН-2021                                  |
| 4                                                          | 25 марта 2021                                              | ЮАР                                                        | 1:1                                                        | 0                                                          | Отборочные матчи КАН-2021                                  |
| 5                                                          | 8 июня 2021                                                | Марокко                                                    | 0:1                                                        | 0                                                          | Товарищеский матч                                          |
| 6                                                          | 3 сентября 2021                                            | Эфиопия                                                    | 1:0                                                        | 0                                                          | Отборочные матчи ЧМ-2022                                   |
| 7                                                          | 6 сентября 2021                                            | ЮАР                                                        | 0:1                                                        | 0                                                          | Отборочные матчи ЧМ-2022                                   |